# Liste des cantons du Territoire de Belfort

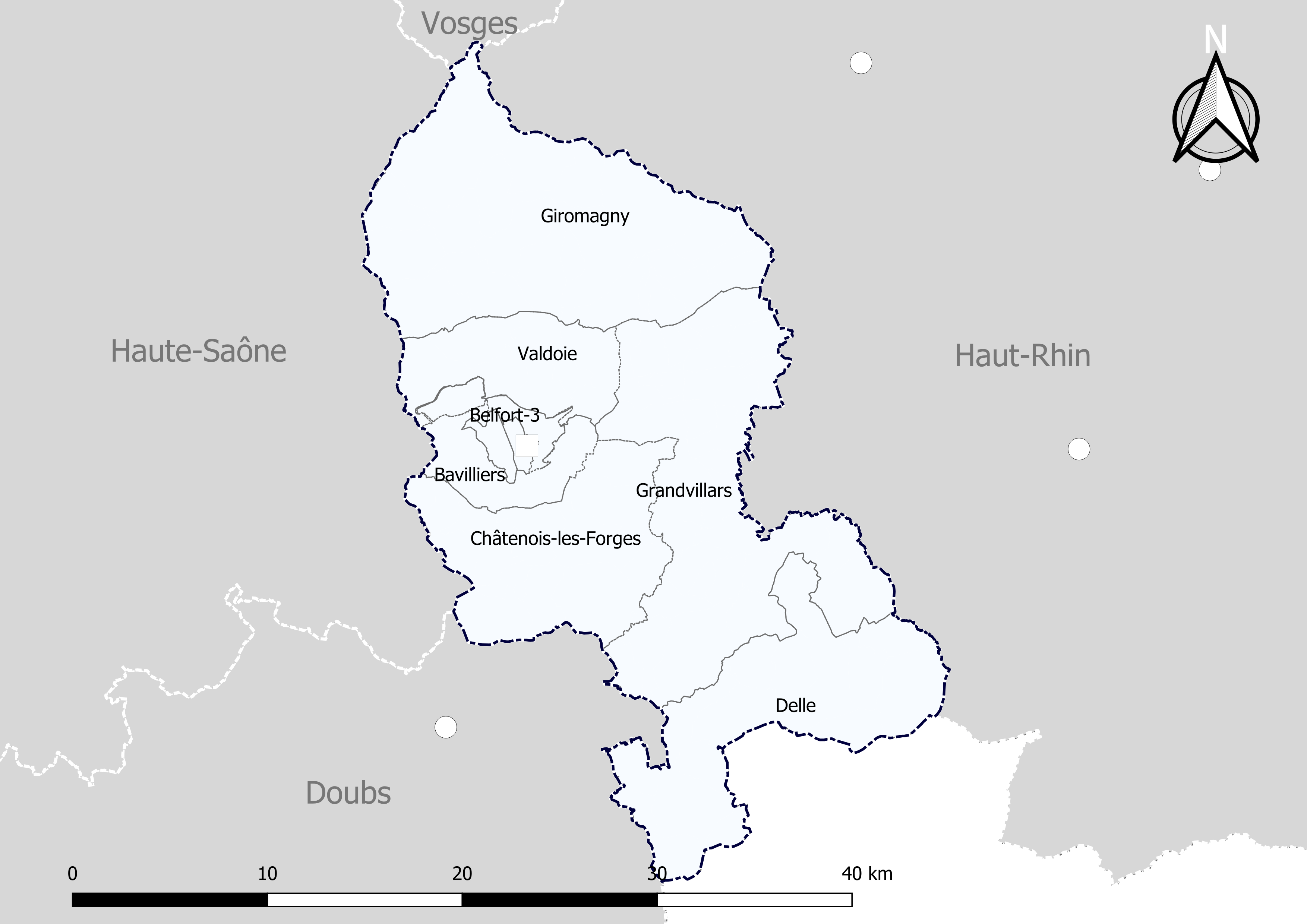
Découpage cantonal du Territoire de Belfort, avec en surimpression les arrondissements (en nuances de bleu) - Carte arrêtée au 1er janvier 2019.

Le département du Territoire de Belfort compte 9 cantons depuis le redécoupage cantonal de 2014 (15 cantons auparavant).

## Découpage cantonal de 1973 à 2014
Liste des 15 cantons du département du Territoire de Belfort :
- Beaucourt (repère Be)
- Belfort-Centre (repère BF)
- Belfort-Est (repère BF)
- Belfort-Nord (repère BF)
- Belfort-Ouest (repère BF)
- Belfort-Sud (repère BF)
- Châtenois-les-Forges (repère Ch)
- Danjoutin (repère Da)
- Delle (repère De)
- Fontaine (repère F)
- Giromagny (repère Gi)
- Grandvillars (repère Gr)
- Offemont (repère O)
- Rougemont-le-Château (repère R)
- Valdoie (repère V)

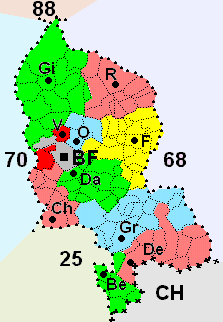
Carte des cantons du Territoire de Belfort

Rappel : le département, créé en 1922, ne comprend qu'un seul arrondissement.

## Découpage cantonal de 2014 à aujourd'hui

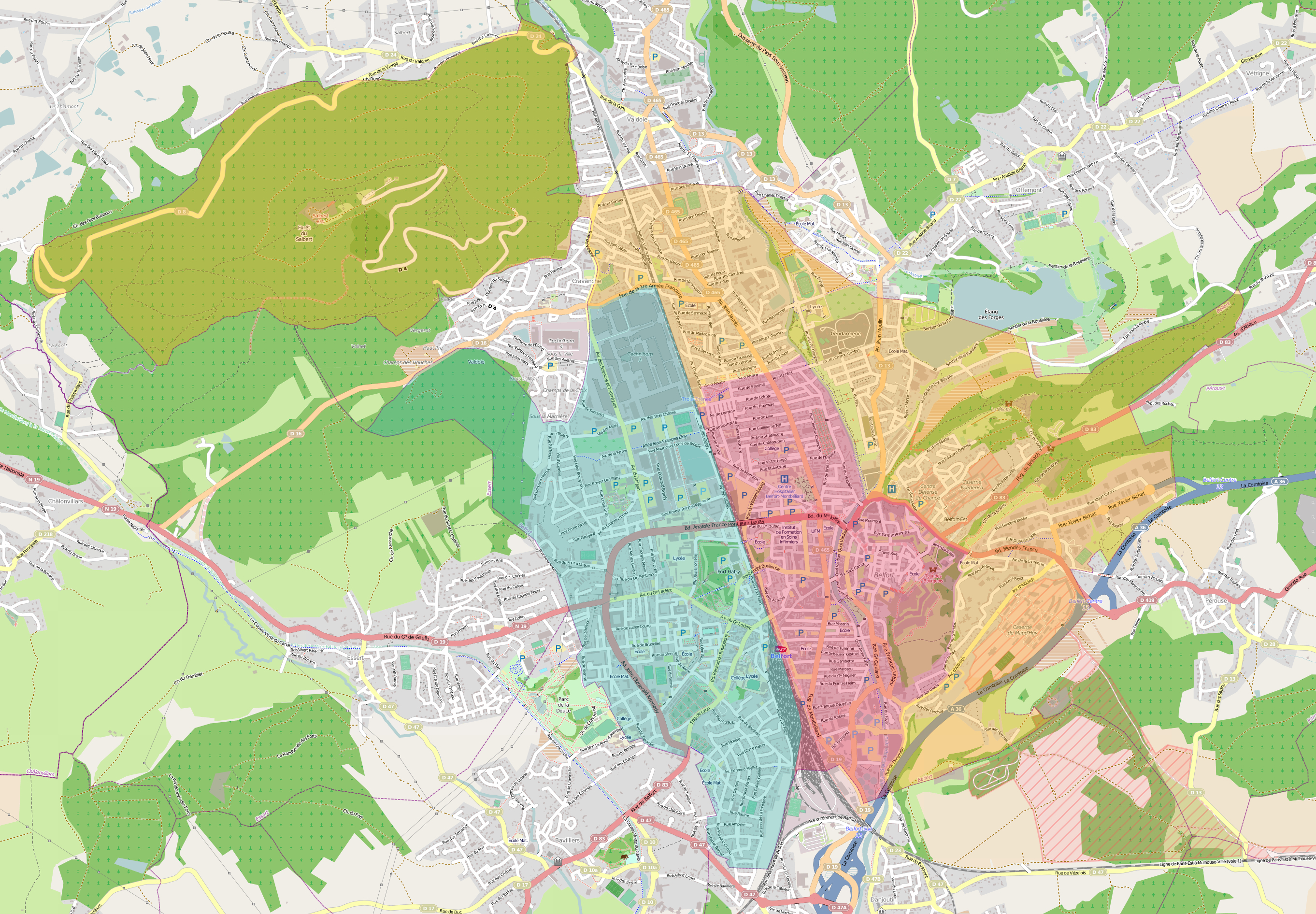
Les cantons belfortains à partir de 2015.

Dans la poursuite de la réforme territoriale engagée en 2010, l'Assemblée nationale adopte définitivement le 17 avril 2013 la réforme du mode de scrutin pour les élections départementales destinée à garantir la parité hommes/femmes. Les lois (loi organique 2013-402 et loi 2013-403) sont promulguées le 17 mai 2013. Un nouveau découpage territorial est défini par décret du 13 février 2014 pour le département du Territoire de Belfort. Celui-ci entre en vigueur lors du premier renouvellement général des assemblées départementales suivant la publication du décret, prévu en mars 2015, remplaçant les élections cantonales de 2014 et 2017. Les conseillers départementaux sont élus au scrutin majoritaire binominal mixte. Les électeurs de chaque canton éliront au Conseil départemental, nouvelle appellation des Conseils généraux, deux membres de sexe différent, qui se présenteront en binôme de candidats. Les conseillers départementaux seront élus pour 6 ans au scrutin binominal majoritaire à deux tours, l'accès au second tour nécessitant 10 % des inscrits au 1er tour. En outre la totalité des conseillers départementaux est renouvelée.
Ce nouveau mode de scrutin nécessite un redécoupage des cantons dont le nombre est divisé par deux avec arrondi à l'unité impaire supérieure si ce nombre n'est pas entier impair et avec des conditions de seuils minimaux. Dans le Territoire de Belfort le nombre de cantons passe ainsi de 15 à 9.
Les critères du remodelage cantonal sont les suivants : le territoire de chaque canton doit être défini sur des bases essentiellement démographiques, le territoire de chaque canton doit être continu et les communes de moins de 3 500 habitants sont entièrement comprises dans le même canton. Il n’est fait référence, ni aux limites des arrondissements, ni à celles des circonscriptions législatives.
Conformément à de multiples décisions du Conseil constitutionnel depuis 1985 et notamment sa décision no 2010-618 DC du 9 décembre 2010, il est admis que le principe d’égalité des électeurs au regard des critères démographiques est respecté lorsque le ratio conseiller/habitant de la circonscription est compris dans une fourchette de 20 % de part et d'autre du ratio moyen conseiller/habitant du département. Pour le département du Territoire de Belfort, la population de référence est la population légale en vigueur au 1er janvier 2013, à savoir la population millésimée 2010, soit 142 911 habitants. Avec 9 cantons la population moyenne par conseiller départemental est de 15 879 habitants. Ainsi la population de chaque nouveau canton doit-elle être comprise entre 12 703 habitants et 19 055 habitants pour respecter le principe de l'égalité citoyenne au vu des critères démographiques.

### Composition détaillée
| N° | Nom du Canton        | Bureau centralisateur | Population 2012 | Écart /moyenne | Nombre de communes entières | Communes composant le canton |
| -- | -------------------- | --------------------- | --------------- | -------------- | --------------------------- | --- |
| 1  | Bavilliers           | Bavilliers            | 14 732          | 0,92           | 5                           | Bavilliers, Cravanche, Danjoutin, Essert, Pérouse. |
| 2  | Belfort-1            | Belfort               | 17 121          | 1,07           | fraction Belfort            | Partie de la commune de Belfort située à l'ouest d'une ligne définie par l'axe des voies et limites suivantes : depuis la limite territoriale de la commune de Cravanche, rue de la 1re-Armée, ligne de chemin de fer de Paris à Mulhouse, ligne de chemin de fer de Dole à Belfort, jusqu'à la limite territoriale de la commune de Danjoutin. |
| 3  | Belfort-2            | Belfort               | 17 745          | 1,11           | fraction Belfort            | Partie de la commune de Belfort située à l'intérieur d'un périmètre défini par l'axe des voies et limites suivantes : depuis la limite territoriale de la commune de Danjoutin, ligne de chemin de fer de Dole à Belfort, ligne de chemin de fer de Paris à Mulhouse, avenue André-Koechlin, avenue Charles-Bohn, avenue d'Alsace, rue des Lavandières, rue de la Croix-du-Tilleul, rue Charles-Gounod, cours de la Savoureuse, quai Vauban, avenue du Capitaine-de-la-Laurencie, rue Xavier-Bauer, rue Louis-Aragon, rue du Général-François-Benoît-Haxo, rue de la Paix, avenue d'Altkirch, rue de Danjoutin, jusqu'à la limite territoriale de la commune de Danjoutin. |
| 4  | Belfort-3            | Belfort               | 15 236          | 0,95           | fraction Belfort            | Partie de la commune de Belfort non incluse dans les cantons de Belfort-1 et de Belfort-2. |
| 5  | Châtenois-les-Forges | Châtenois-les-Forges  | 14 296          | 0,89           | 16                          | Andelnans, Argiésans, Banvillars, Bermont, Botans, Bourogne, Buc, Charmois, Châtenois-les-Forges, Chèvremont, Dorans, Meroux-Moval, Sevenans, Trévenans, Urcerey, Vézelois. |
| 6  | Delle                | Delle                 | 17 582          | 1,10           | 16                          | Beaucourt, Courcelles, Courtelevant, Croix, Delle, Faverois, Fêche-l'Église, Florimont, Joncherey, Lebetain, Lepuix-Neuf, Montbouton, Réchésy, Saint-Dizier-l'Évêque, Thiancourt, Villars-le-Sec. |
| 7  | Giromagny            | Giromagny             | 15 317          | 0,96           | 22                          | Anjoutey, Auxelles-Bas, Auxelles-Haut, Bourg-sous-Châtelet, Chaux, Étueffont, Felon, Giromagny, Grosmagny, Lachapelle-sous-Chaux, Lachapelle-sous-Rougemont, Lamadeleine-Val-des-Anges, Lepuix, Leval, Petitefontaine, Petitmagny, Riervescemont, Romagny-sous-Rougemont, Rougegoutte, Rougemont-le-Château, Saint-Germain-le-Châtelet, Vescemont. |
| 8  | Grandvillars         | Grandvillars          | 16 868          | 1,05           | 33                          | Angeot, Autrechêne, Bessoncourt, Bethonvilliers, Boron, Brebotte, Bretagne, Chavanatte, Chavannes-les-Grands, Cunelières, Éguenigue, Fontaine, Fontenelle, Foussemagne, Frais, Froidefontaine, Grandvillars, Grosne, Lacollonge, Lagrange, Larivière, Menoncourt, Méziré, Montreux-Château, Morvillars, Novillard, Petit-Croix, Phaffans, Recouvrance, Reppe, Suarce, Vauthiermont, Vellescot. |
| 9  | Valdoie              | Valdoie               | 15 043          | 0,94           | 8                           | Denney, Éloie, Évette-Salbert, Offemont, Roppe, Sermamagny, Valdoie, Vétrigne. |
|    |                      |                       | 143 940         |                | 101                         | |